# Município de Bainbridge (Ohio)
Localização do Ohio nos E.U.A.
O município de Bainbridge (em inglês: Bainbridge Township) é um município localizado no condado de Geauga no estado estadounidense de Ohio. No ano 2010 tinha uma população de 11395 habitantes e uma densidade populacional de 169,98 pessoas por km².

## Geografia
O município de Bainbridge encontra-se localizado nas coordenadas 41° 23′ 13″ N, 81° 20′ 34″ O. Segundo a Departamento do Censo dos Estados Unidos, o município tem uma superfície total de 67.04 km², da qual 66.25 km² correspondem a terra firme e (1.17%) 0.78 km² é água.

## Demografia
Segundo o censo de 2010, tinha 11395 pessoas residindo no município de Bainbridge. A densidade de população era de 169,98 hab./km².